# Lomas de Solymar
Lomas de Solymar é uma cidade do Uruguai localizada no departamento de Canelones.